# Urbanus tanna
Urbanus tanna là một loài bướm ngày thuộc họ Hesperiidae. Loài này có ở Ecuador và Guyane thuộc Pháp, phía bắc từ Trung Mỹ đến México. Một số cá thể bị lạc có thể được phát hiện ở thung lũng Rio Grande ở Texas.
Sải cánh dài 33–38 mm. Con trưởng thành bay từ tháng 6 đến tháng 12 ở Mexico và tháng 6 ở miền nam Texas.
The larval host is unknown. Adults probably feed on flower nectar.